# بارون هيلتون
وليام بارون هيلتون (بالإنجليزية: Barron Hilton)‏ (مواليد 23 أكتوبر 1927) هو رجل أعمال وفاعل خير ووريث فنادق أميركي. باعتباره ابن وخليفة رائد فنادق 
كونراد هيلتون، سجل رقما قياسيا في الأعمال التجارية والأعمال الخيرية التي تعكس نجاح والده الشهير. كان الرئيس المتقاعد والمدير التنفيذي لشركة هيلتون هوتلز كوربوراتيون، ورئيس مجلس إدارة مؤسسة كونراد أن. هيلتون. كما كان شريكا مؤسسا لدوري كرة القدم الأمريكية والمالك الأصلي لشواحن لوس أنجلوس.